# Brasiliens U/23-fodboldlandshold
Brasiliens U/23-fodboldlandshold er Brasiliens landshold for fodboldspillere, som er under 23 år og administreres af Confederação Brasileira de Futebol (CFB). De vandt guld ved Sommer-OL 2016 i hjemlandets Rio de Janeiro.